# Kosivțeve, Novomîkolaiivka
Kosivțeve (în ucraineană Косівцеве) este un sat în așezarea urbană Ternuvate din raionul Novomîkolaiivka, regiunea Zaporijjea, Ucraina.

## Demografie
Componența lingvistică a localității Kosivțeve
     Ucraineană (100%)
Conform recensământului din 2001, toată populația localității Kosivțeve era vorbitoare de ucraineană (100%).